# Conflicto moro
El conflicto moro se refiere a los enfrentamientos existentes en la región de Mindanao (Filipinas) de manera ininterrumpida desde 1969 hasta la actualidad. Habiendo períodos de mayor y menor intensidad.
El conflicto comenzó debido al sentimiento de los moros (adjetivo usado para denominar a las personas de etnia y cultura musulmanas en Filipinas) de estar siendo ninguneados por el gobierno de Filipinas, lo que acabó degenerando en movimientos separatistas y en la existencia de hostilidades y enfrentamientos entre estos grupos rebeldes y las fuerzas militares filipinas.
Desde 1991, las facciones más radicales de los grupos rebeldes se escindieron de ellos y comenzaron a operar siguiendo directrices propias de los grupos yihadistas, haciéndose especialmente notables desde 2014, aunque previamente, en el período 2002-2015, esta situación ya había hecho considerarse a este conflicto como parte de la conocida en inglés como guerra al Terror (antiterrorismo).

## Orígenes
Los moros son un pueblo que nunca estuvo alineado con las fuerzas que han dominado el archipiélago de las Filipinas desde el siglo XV. Han tenido enfrentamientos con las fuerzas españolas, estadounidenses y japonesas en los distintos períodos en que las fuerzas mencionadas hicieron una ocupación del territorio filipino.
Durante la época del imperio español, en la administración de la Capitanía General de Filipinas, ya hubo un enfrentamiento entre los españoles y los moros filipinos, estos últimos abanderados por el Sultanato de Joló, el Sultanato de Maguindanao y la Confederación de sultanatos en Lanao, estados musulmanes con reconocimiento internacional limitado pero que en ocasiones ejercían un poder de facto muy real en determinados territorios.
Tras el final de la guerra hispano-estadounidense, el corto triunfo de la revolución filipina y la posterior ocupación estadounidense de Filipinas que originó la insurrección filipina, los moros filipinos se enfrentaron por su parte a las fuerzas de ocupación estadounidenses buscando independizarse en un nuevo Estado. Si bien muchas veces estos conflictos se engloban dentro de la guerra filipino-estadounidense, las autoridades moras se declararon neutrales en este conflicto, viendo su enfrentamiento con los estadounidenses como un conflicto separado en el Sur del archipiélago conocida más tarde como rebelión mora.

## Facciones
Desde el comienzo del conflicto hubo dos facciones enfrentadas, el gobierno de Filipinas y los rebeldes moros. A partir de 1991, algunas facciones moras se radicalizaron y se creó una tercera facción de grupos yihadistas.

### Facción gubernamental
La facción gubernamental es la que encabeza el gobierno de Filipinas. Desde que comenzó el conflicto, Filipinas ha tenido tres tipos de estado: la Tercera República, la Bagong Lipunan (La Nueva Sociedad en español. Oficialmente Cuarta República y conocida comúnmente como Administración o Dictadura de Ferdinand Marcos) y la actual República de Filipinas (Quinta República).
Todos los gobiernos han hecho uso de las fuerzas armadas del país para hacer frente a las facciones separatistas rebeldes.
Los dirigentes más reconocidos durante el conflicto son Ferdinand Marcos, conocido especialmente por la perpetración de la masacre de Jabidah; Benigno Aquino III, quien consiguió el cese del conflicto con los dos grupos originales de la facción rebelde; y el actual presidente Rodrigo Duterte, quien durante la campaña prometió mano dura contra los grupos yihadistas y, poco después de llegar al poder, mandó un asalto contra el grupo Abu Sayyaf.

### Facción rebelde
La facción rebelde comenzó con el Frente Nacional de Liberación Mora bajo el liderazgo de Nur Misuari y más tarde se les unió el Frente Islámico de Liberación Mora, a cargo de Murad Ebrahim.
Los comandante más conocidos han sido los anteriormente mencionados, por ser los artífices de los omvimientos. También fue muy conocido Mus Sema, del FNLM por ser considerado uno de los principales implicados en conseguir el nombramiento de la Región Autónoma en Mindanao Musulmán. Nur Misuari también fue presidente de la autoproclamada República Bangsamoro, aunque no fue reconocido internacional-mente.
Durante las primeras etapas, el apoyo público que ambas fuerzas recibieron del entonces Gobernador del Estado de Sabah (Malasia), Mustapha Harun fue muy significativo para recabar apoyos y financiación internacional en el mundo árabe por parte de los frentes de liberación moros.
Desde 2005, la facción rebelde está representada por el Frente Nacional Democrático de Filipinas. Su brazo armado más actual es la Organización Mora de Resistencia y Liberación, de corte maoísta, opera desde 2015.

### Facción yihadista
En 1991, el exprofesor moro Abdurajak Janjalani, quien estudió el Islam en Oriente Medio y conoció la lucha de Osama Bin Laden creó el grupo Abu Sayyaf, comenzando la facción musulmanda radical en el conflicto moro.
Desde entonces, han sido varios los grupos yihadistas que han operado en suelo filipino.
Desde 2014, Abu Sayyaf, el grupo más representativo del yihadismo en Filipinas, anunció que se habían convertido en una subfacción del Daesh, llamando a más radicales a sus filas e intensificando la guerra antiterrorista en el país.

## Historia

### Invasiones de Sabah
Ante los constantes ataques de piratas moros en las costas de Sabah y los subisguientes problemas diplomáticos que estos causaban entre Malasia y Filipinas, el presidente filipino de entonces, Ferdinand Marcos ideó una invasión de Sabah, como territorio irredento de Filipinas (reclamado en 1922 y siendo este reclamo reafirmado en 1962), para anexionarselo y recuperar el territorio para Filipinas.
El plan original, llamado Proyecto Merdeka (Libertad en malayo), más tarde cambiado por Operación Merdeka, consistía en infiltrar tropas de élite filipinas que, haciéndose pasar por moros, perpetrarían un atentado lo suficientemente importante como para justificar la intervención militar filipina en la zona.
En la primera fase del plan, los 18 soldados filipinos ingresarían repetidamente a Sabah para hacer guerra psicológica y conseguir reclutas tausugs que entrenarían en la fase dos y que serían los perpetradores en la fase 3.
La fase 1 funcionó a la perfección consiguiendo 180 reclutas, que se destinaron a la isla corregidor para ser entrenados. Durante la fase 2, la operación cambió su nombre en clave a Jabidah, en el transcurso del entrenamiento en condiciones penosas, gran parte de los jóvenes tausugs se amotinaron y fueron masacrados por los oficiales filipinos, lo que reavivó el sentimiento anti-filipino de los moros.
Se considera el desencadenante directo del conflicto moro vigente en la actualidad.

### 1.ª Etapa (1967-98)

#### Gobierno democrático de Marcos (1967-1972)
Tras la masacre de Jabidah, el profesor de la Universidad de Filipinas, Nur Misuari, organizó el Frente Nacional de Liberación Mora, fijando como objetivo la obtención de la independencia de la República Bangsamoro mediante la fuerza de las armas.
Durante los primeros años, el Frente se dedicó a la captación y apoyo de la gente de Mindanao, especialmente en la zona de Joló.
Hubo pocos enfrentamientos con las fuerzas del orden filipinas, aunque sí se dio el suceso de la masacre de Manili en 1971, en el que unas 70 personas moras, incluyendo mujeres y niños, fueron asesinadas por fuerzas uniformadas de manera muy similar a la policía filipina. Tras este suceso, el dirigente libio, Muamar el Gadafi, brindó su apoyo político al FNLM y se mostró dispuesto a armarlos.

#### Dictadura de Marcos (1972-1986)
En septiembre de 1972, Ferdinand Marcos decretó la ley marcial en el país para acabar con las garantías políticas y civiles constitucionales y hacerse con el poder absoluto, algo que fue muy repudiado por los moros.
Frente a esto, la república Mora se declaró por primera vez el 28 de abril de 1974, aunque entonces no tuvo ningún reconocimiento internacional ni control real de ningún núcleo urbano importante. Más tarde ese mismo año, el 24 de septiembre, se perpetró la masacre de Malisbong, en la que fuerzas del ejército filipino asesinaron a entre 1 000 y 1 500 personas moras de Palimbang.
En 1978, Sheikh Salamat Hashim y Murad Ebrahim formaron el Frente Islámico de Liberación Mora como una escisión del Frente Nacional de Liberación Mora
Los enfrentamientos entre estos grupos, especialmente el nuevo FILM, y las fuerzas del orden de Ferdinand Marcos continuaron hasta el final de su administración, sin darse grandes combates.

#### Ptes. Aquino y Ramos (1986-98)
Nada más llegar al poder la presidente Corazón Aquino tras la revolución amarilla, invitó al dirigente del FNLM, Nur Misuari, a conversaciones de paz. Estas negociaciones supusieron la creación en 1989 la creación de la Región Autónoma en Mindanao Musulmán.
En 1991, Abdurajak Janjalani, un exprofesor que se había radicalizado al conocer a Osama bin Laden en la década de 1980 mientras estudiaba el Islam en Oriente Medio formó el Grupo Abu Sayyaf. Janjalani reclutó a exmiembros radicales del MNLF para nutrir a Abu Sayyaf.
Bajo la presidencia de Fidel Ramos continuaron las negociaciones de paz entre el gobierno y el FNLM. Durante este periodo se asentó la autonomía del Mindanao Musulmán.

### Pte. Estrada (1999-2001)
Durante el mandato de Joseph Estrada, este declaró la guerra total al FILM y puso en marcha la Campaña filipina contra el Frente Islámico de Liberación Mora de 2000, debido a que el FILM realizó varias acciones durante 1999 que supusieron una pérdida de inversiones y prestigio de Filipinas en el exterior: Tiroteo de un ferry, secuestro de tres sacerdotes italianos (uno de ellos fusilado posteriormente) y ataques en la autopista Narciso Ramos.
La campaña del año 2000 de las fuerzas armadas filipinas fue un éxito: Se desmantelaron 43 campamentos, 13 de ellos importantes, de los cuales 2 eran el de Abubakar (el más grande) y el campamento que hacía de capital; su líder, Sheikh Salamat Hashim, huyó a Malasia y numerosos rebeldes se rindieron a las fuerzas del orden, el caso más llamativo fue la rendición de 609 miembros del FILM el 5 de octubre de 2000 en Cagayán de Oro, siendo arrestados junto al alcalde de la ciudad, que se había declarado afín a ellos.
Las celular restantes del FILM y el grupo Abu Sayyaf buscaron venganza contra Estrada y llevaron a cabo atentados y bonmbardeos de lugares clave y simbólicos de Filipinas como respuesta a la campaña. Su mayor logro fueron los Bombardeos del día de Rizal, una serie de atentados llevados a cabo en Manila el 30 de diciembre del año 2000, en el día nacional filipino dedicado a José Rizal. Dejaron 22 muertos y numerosos heridos.

### Década de 2000 (2001-10)
El 20 de enero del año 2000 comenzó el que sería un largo gobierno (duraría hasta 2010) de Gloria Macapagal Arroyo. Cuatro meses más tarde, el 24 de mayo, 40 hombres armados de Abu Sayyaf secuestraron a 20 rehenes en Dos Palmas (Palawan), 4 de ellos consiguieron escapar. Tras ese suceso, los miembros de Abu Sayyaf se hicieron con el control del Hospital Dr. José Torres en Lamitan y aseguraron tener 200 rehenes.
Hubo un fuego cruzado entre ellos y soldados del ejército filipino. Según fuentes oficiales de la época, 22 soldados, incluyendo al capitán, murieron intentando rescatar a los civiles cautivos, de los cuales cinco lograron escapar durante el fuego cruzado. Más tarde asesinarían a dos de los cautivos, uno de ellos mediante decapitación, es el conocido como incidente de decapitación de Lamitan.
Desde entonces hasta 2004, fue un modus operandi de Abu Sayyaf el hacer redadas y secuestrar a personas para sus fines. También usaron la metodología de ataques terroristas al estilo de Al-Qaeda. Perpetraron ataques como los bombardeos en Zamboanga en octubre de 2002; el atentado del SuperFerry 14 en febrero de 2004; los bombardeos en Mindanao Central en octubre de 2006; las decapitaciones de varios infantes de marina filipinos en julio de 2007; el bombardeo de Batasang Pambansa en noviembre de 2007; y los atentados de 2009 en Mindanao.
En 2008, un millar de rebeldes del FILM bajo el mando de Umbra Kato tomaron al asalto 35 aldeas en la zona de Cotabato del Norte, una zona que el FILM quería que fuese incluida en la Región Autónoma en Mindanao Musulmán, un tema que se había llegado a proponer entre el FNLM y el gobierno, pero que la Corte Suprema había desechado. El 9 de agosto, dos mil soldados aerotransportados en helicópteros con apoyo de artillería fueron enviados a la zona para retomarla y expulsar al FILM. Los rebeldes del FILM recibieron orden de abandonar y así lo hicieron algunos grupos, pero los que se encontraban bajo el mando directo de Umbra Kato prepararon la defensa de la zona, dispuestos a pelear, cavaron trincheras y prepararon trampas. El primer día de fuertes combates el ejército recapturo 2 de las 35 aldeas, el resto fueron siendo reconquistadas durante todo el mes de agosto.
A raíz de la orden de retirada de los dirigentes del FILM, Umbra Kato decidió escindirse de ellos al considerarlos blandos. Esto acabó siendo el origen del grupo Combatientes de Bangsamoro por la Libertad Islámica, de corte musulmana radical y finalmente yihadistas, fundado por Kato.
Durante el mandato de Macapagal Arroyo comenzaron las operaciones conjuntas filipino-estadounidenses en el marco de la guerra contra el terrorismo. Al teatro de Filipinas se le conoce como Operación Libertad Duradera - Filipinas, iniciada el 5 de junio de 2002 y que dura hasta la actualidad.

### Pte. B. Aquino (2010-16)
En 2013, durante el mandato de Benigno Aquino III, el FNLM, que había cesado su lucha armada contra el gobierno en 1996, organizó una ofensiva contra el grupo Abu Sayyaf en Patikul debido a que, en palabra del dirigente Nur Misuari, el quebrantamiento de los derechos humanos por parte del grupo yihadista no los hacía merecedores de hacerse llamar combatientes del Islam.
Tras aquel suceso, la facción pícara (rogue) del FNLM, considerando que el Frente se estaba vendiendo al gobierno, se escindió de las directrices del mismo para tomar la ciudad de Zamboanga y declarar la república Mora, cosa que consiguieron en septiembre de 2013, siendo la única declaración de la república realizada durante la autoridad sobre cinco núcleos urbanos de relevancia. Aunque la república no recibió ningún reconocimiento internacional, desembocó en la crisis o batalla de Zamboanga, en la que los soldados filipinos expulsaron a la facción de la ciudad y acabaron con la reivindicación de la república.
Desde 2011, el Equipo de Monitoreo Internacional (IMT por sus siglas en inglés) fue reforzado con la presencia de Noruega y comenzaron conversaciones de paz entre el gobierno de Filipinas y el FILM en Tokio (Japón). Finalmente, el 24 de enero de 2014 el FILM aceptó las condiciones par abandonar la lucha armada contra el gobierno filipino, firmando un acuerdo en Kuala Lumpur
El 23 de julio de 2014, Abu Sayyaf se alineó con el Daesh, dando a este grupo presencia en la zona.
Durante 2015 se llevaron a cabo varias misiones por parte de las fuerzas especiales de la policía filipina para detener a cabecillas de los distintos grupos yihadistas. En la operación para capturar a Abdul Basit Usman (un conocido miembro de Abu Sayyaf y Jemaah Islamiya) en enero de 2015, lo persiguieron hasta verse rodeados por un comando residual del FILM y varios grupos del CBLI. 44  miembros de las fuerzas especiales de la policía filipina perecieron, pero consiguieron eliminar a Basit Usman.
En febrero de 2015, grupos del CBLI intentaron tomar poblaciones en la frontera provincial entre Maguindanao y Cotabato. El intento no fue fructífero, pero provocó que tanto el ejército filipino como el cuerpo de marines declarasen unilateralmente (sin permiso gubernamental) la guerra total al grupo yihadista.

### Pte. Duterte (2016-2022)
Duterte llegó al poder prometiendo mano dura contra la delincuencia en el país, el narcotráfico y los grupos yihadistas. Tras su llegada, tanto el FNLM como el FILM reafirmaron su intención de mantener los acuerdos de paz, pero las ofensivas contra Abu Sayyaf y el resto de grupos yihadistas han continuado en Joló, Basilan y otras zonas de Mindanao.
En septiembre de 2016, un bombardeo en la ciudad de Dávao dejó 15 muertos. Más tarde, el 23 de mayo de 2017, el grupo Maúte atacó Marawi, forzando al Pte. Duterte a declarar la Proclamación N.º 216, que supuso la implantación de la ley marcial en todo Mindanao. Esto dio paso a la batalla de Marawi. Para el 25 de mayo, el ejército filipino ya había anunciado su captura de la ciudad, aunque aún se daban combates que duraron hasta la semana del 16 al 23 de octubre de 2017, en la cual murieron Isnilon Hapilon y Omar Maúte (el 16 de octubre), los principales líderes de los yihadistas en la batalla, dejando atrás uno 100 yihadistas que lucharon desde un edificio cercano al lago Lánao hasta el 23 de octubre.

### Ferdinand Marcos Jr (2022-actualidad)
El 3 de diciembre de 2023 se produjo en Maraui el ataque a la Universidad Estatal de Mindanao, reivindicado por Estado Islámico, que causó 4 muertos y decenas de heridos.